# Hiri
Hiri je dlouhodobě nečinná sopka a zároveň menší, 3 kilometry široký indonéský ostrov, nacházející se severně od ostrova Ternate v Moluckém moři. Vrchol dosahuje nadmořské výšky 630 m. V řetězci sopečných ostrovů, lemujících od severu k jihu západní pobřeží ostrova Halmahera, je Hiri nejsevernější.
Další nejbližší sopkou je stratovulkán Gamalama na ostrově Ternate, vzdáleném od ostrova Hiri necelé dva kilometry.